# Boloria padimaxima
Boloria padimaxima är en fjärilsart som beskrevs av Ruggero Verity 1933. Boloria padimaxima ingår i släktet Boloria och familjen praktfjärilar. Inga underarter finns listade i Catalogue of Life.